# Puntlading
Een puntlading is een geïdealiseerd model van een deeltje dat een elektrische lading heeft. Een puntlading is een elektrische lading in een wiskundig punt zonder dimensies. 
De fundamentele vergelijking van de elektrostatica is de wet van Coulomb, die de elektrische kracht tussen twee puntladingen beschrijft. Het elektrische veld geassocieerd met een klassieke puntlading stijgt tot oneindig als de afstand tot deze puntlading afneemt tot nul wat de energie (en dus ook de massa) van die puntlading oneindig maakt. In de kwantumelektrodynamica elimineert de wiskundige methode van renormalisatie deze oneindige divergentie van de puntlading. 
De stelling van Earnshaw beweert dat een collectie van puntladingen niet uitsluitend door elektrostatische interactie van de ladingen in een evenwichts-configuratie kan worden gehouden. 